# Torre Banharn Jamsai
La Torre Banharn Jamsai (en tailandés: หอคอยบรรหาร-แจ่มใส) es la torre más alta de Tailandia, y el principal atractivo de la provincia de Suphan Buri. Se encuentra en el parque Chaloem Phatthara Rachinee, Tambon Tha Pee Leang, Suphan Buri. Lleva el nombre de la pareja Banharn Silpa-archa y Jamsai Silpa-archa. Tiene cuatro plantas. 
- Planta 1: entrada y tienda de suvenires
- Planta 2: centro de comida y punto de observación
- Planta 3: punto de observación y tienda de suvenires
- Planta 4: Punto de observación (con binoculares) y exposición histórica.